# Ofensywa w Katalonii
Ofensywa w Katalonii – masowa ofensywa sił frankistowskich na pozycje republikańskie w rejonie Katalonii, ostatniego bastionu wojsk republikańskich na północy Hiszpanii.
Celem sił konserwatywnych było zajęcie Barcelony, ważnego centrum przemysłowego Hiszpanii, a także odcięcie granicy z Francją, przez którą przerzucano posiłki dla republikanów oraz ewakuowano rannych i cywilów. Przez granicę przedostawały się również siły Brygad Międzynarodowych.
Ofensywa sił konserwatywnych rozpoczęła się 23 grudnia 1938 roku. Obie strony posiadały podobne siły, które wynosiły około 300 000 żołnierzy po każdej ze stron. Siły konserwatywne dominowały jednak w powietrzu, gdzie ich 500 maszyn szybko pokonało około 50 samolotów należących do republikanów.
Dzięki dominacji w powietrzu siły konserwatywne mogły wspierać postępy natarcia, osłabić pozycje obronne republikanów oraz bombardować Barcelonę oraz inne cele strategiczne.
Po serii walk w okolicach Barcelony 26 stycznia 1939 roku siłom konserwatywnych udało się zdobyć stolicę Katalonii. Następnie siły frankistowskie podjęły pogoń za uciekającymi w stronę granicy z Francją wojskami republikańskimi.
Ostatecznie ofensywa zakończyła się 10 lutego 1939 roku wraz z zajęciem wszystkich terenów przygranicznych z Francją oraz przejęciem pełnej kontroli nad granicą po stronie hiszpańskiej przez oddziały frankistowskie. 
Straty po stronie konserwatywnej nie są znane, podobnie jak liczba ofiar po stronie republikańskiej. Wiadomo, że po stronie oddziałów wiernych republice rany odniosło ponad 10 000 żołnierzy, 60 000 dostało się do niewoli frankistowskiej, a ponad 220 000 republikanów zdążyło przekroczyć francuską granicę i znaleźć schronienie we Francji.
Upadek Katalonii oznaczał ostateczną utratę ostatniego bastionu republikańskiego poza Madrytem. Po zajęciu Katalonii siły konserwatywne mogły skupić wszystkie wojska na zdobyciu stolicy i zakończeniu wojny domowej własnym zwycięstwem.